# 119961 Nastasi
119961 Nastasi è un asteroide della fascia principale interna. Scoperto nel 2002, presenta un'orbita caratterizzata da un semiasse maggiore pari a 1,927711 UA e da un'eccentricità di 0,091281, inclinata di 21,368365° rispetto all'eclittica.